# Christian Paiva
Christian Paiva, vollständiger Name Christian Gabriel Paiva Mattos, (* 17. Oktober 1995 in Montevideo) ist ein uruguayischer Fußballspieler.

## Karriere
Der 1,75 Meter große Defensiv- bzw. Mittelfeldakteur Paiva spielte von 2009 bis 2011 für die Nachwuchsmannschaft des Club Sportivo Cerrito. Anschließend war er von 2011 bis 2015 für jene des montevideanischen Klubs Boston River aktiv. 2015 wechselte er zu Sud América und war ebenfalls Mitglied des Nachwuchsteams (Formativas). Am 20. Februar 2016 debütierte er in der Primera División, als er von Trainer Julio Avelino Comesaña am 3. Spieltag der Clausura beim 2:1-Heimsieg gegen River Plate Montevideo in der 85. Spielminute für Maximiliano Arias eingewechselt wurde. Insgesamt absolvierte er in der Spielzeit 2015/16 fünf Erstligapartien (kein Tor). Während der Saison 2016 kam er dreimal (kein Tor) in der Liga zum Einsatz.